# Pablo Salinas Herrera
Pour les articles homonymes, voir Salinas.
Pablo Salinas Herrera est un joueur d'échecs chilien né le 3 juin 1994 à Concepción et grand maître international depuis 2019.
Au 1er mai 2022, il est le deuxième joueur chilien avec un classement Elo de 2 534 points.

## Biographie et carrière
Pablo Salinas Herrera a remporté le championnat chilien en 2011, 2012, 2019, 2021, 2022 (avec 9,5 points sur 11) et 2023.
Lors du championnat continental panaméricain 2018, il finit à la troisième place. Lors du premier tour de la Coupe du monde d'échecs 2021, il battit le Danois Mads Andersen avant de perdre au deuxième tour face à Peter Svidler. Lors du championnat continental panaméricain de 2022, il finit à la huitième place.
Il a été sélectionné dans l'équipe du Chili lors des olympiades d'échecs de 2012 (au quatrième échiquier),  2014 (5 points marqués comme échiquier de réserve) et au troisième échiquier en 2018.